# Liste des agglomérations d'Amérique du Nord
Cet article présente la liste des agglomérations les plus peuplées d'Amérique du Nord selon des données provenant des Nations Unies.

## Liste des 20 agglomérations les plus peuplées d'Amérique du Nord
|    | Agglomération     | Population | Année  | Pays       |
| -- | ----------------- | ---------- | ------ | ---------- |
| 1  | Mexico            | 21 581 000 | (2018) | Mexique    |
| 2  | New York          | 18 819 000 | (2018) | États-Unis |
| 3  | Los Angeles       | 12 438 000 | (2018) | États-Unis |
| 4  | Chicago           | 8 864 000  | (2018) | États-Unis |
| 5  | Houston           | 6 115 000  | (2018) | États-Unis |
| 6  | Dallas-Fort Worth | 6 099 000  | (2018) | États-Unis |
| 7  | Toronto           | 6 082 000  | (2018) | Canada     |
| 8  | Miami             | 6 036 000  | (2018) | États-Unis |
| 9  | Philadelphie      | 5 695 000  | (2018) | États-Unis |
| 10 | Atlanta           | 5 572 000  | (2018) | États-Unis |
| 11 | Washington        | 5 207 000  | (2018) | États-Unis |
| 12 | Guadalajara       | 5 023 000  | (2018) | Mexique    |
| 13 | Monterrey         | 4 712 000  | (2018) | Mexique    |
| 14 | Montréal          | 4 712 000  | (2018) | Canada     |
| 15 | Phoenix           | 4 359 000  | (2018) | États-Unis |
| 16 | Boston            | 4 308 000  | (2018) | États-Unis |
| 17 | Detroit           | 3 600 000  | (2018) | États-Unis |
| 18 | Seattle           | 3 379 000  | (2018) | États-Unis |
| 19 | San Francisco     | 3 325 000  | (2018) | États-Unis |
| 20 | San Diego         | 3 212 000  | (2018) | États-Unis |